# Heilongtan Shuiku (reservoar i Kina, Yunnan)
Heilongtan Shuiku (kinesiska: 黑龙潭水库) är en reservoar i Kina. Den ligger i provinsen Yunnan, i den sydvästra delen av landet, omkring 72 kilometer sydost om provinshuvudstaden Kunming. Heilongtan Shuiku ligger 1 714 meter över havet. Arean är 1,2 kvadratkilometer. Trakten runt Heilongtan Shuiku består i huvudsak av gräsmarker. Den sträcker sig 1,3 kilometer i nord-sydlig riktning, och 2,0 kilometer i öst-västlig riktning.
Genomsnittlig årsnederbörd är 1 007 millimeter. Den regnigaste månaden är juni, med i genomsnitt 216 mm nederbörd, och den torraste är januari, med 12 mm nederbörd.